# Warren Dean
Warren Kempton Dean, mais conhecido como Warren Dean, (Passaic, 17 de outubro de 1932 - Santiago, 21 de maio de 1994), foi um historiador estadunidense, considerado um brasilianista.

## Biografia
Warren Dean nasceu em Nova Jersey e se mudou com sua família para Miami quando tinha 14 anos. Frequentou a Universidade de Miami, completou o programa Reserve Officer Training Corps e foi comissionado como segundo tenente da Força Aérea dos EUA.  Durante a Guerra da Coréia, foi controlador de tráfego aéreo no Maine. Após o serviço militar, entrou para o programa em história da América Latina na Universidade da Flórida, completando sua dissertação em 1964 intitulada “A Elite Industrial de São Paulo, 1890–1960”.

## Carreira acadêmica
Após a conclusão de seu doutorado, ensinou na Universidade do Texas em Austin (1965-1970) e se mudou para a Universidade de Nova York, onde permaneceu até sua morte como professor do Departamento de História. Sua primeira monografia, A Industrialização de São Paulo (1969), baseou-se em seu trabalho de dissertação; sua segunda monografia: Rio Claro: Um Sistema Brasileiro de Plantação, 1820-1920 (1976), recebeu menção honrosa para o Prêmio Bolton de História da América Latina, “premiado pelo melhor livro em inglês sobre qualquer aspecto significativo da história latino-americana que seja publicado em qualquer lugar durante o ano de impressão anterior ao ano do prêmio”.  
Sua monografia final sobre a história ambiental com A Ferro e Fogo: A Destruição da Floresta Costeira Atlântica do Brasil (1995), venceu o Prêmio Bolton-Johnson postumamente. Foi premiado com uma bolsa da Fundação John Simon Guggenheim em 1980, e tornou-se membro da Royal Geographical Society. Ele serviu no conselho editorial da Hispanic American Historical Review.
Dean organizou o Comitê Americano para Informação sobre o Brasil, durante o regime militar, documentando e denunciando o uso de tortura. Warren Dean morreu asfixiado enquanto dormia, devido ao vazamento de gás no quarto em que se hospedava em Santiago do Chile, logo após concluir sua obra A Ferro e Fogo, e prestes a escrever a história do Altiplano andino.

## Obras
- A Elite Industrial de São Paulo 1890-1960, (1964),[8]
- A Industrialização de São Paulo, (São Paulo, Difel, 1971), - Atualmente publicado pela Bertrand Brasil ISBN 8528602486,[9][10][11]
- Rio Claro: Um Sistema Brasileiro de Grande Lavoura - 1820-1920, (Rio de Janeiro, Paz e Terra, 1977),[12]
- As Multinacionais do Mercantilismo ao Capital Internacional, (1983),[13]
- A Luta Pela Borracha no Brasil, (São Paulo, Nobel, 1989),[14]
- A Ferro e Fogo: a História e a Devastação da Mata Atlântica Brasileira, (São Paulo, Companhia das Letras, 1996), ISBN 8571645906,[15]